# Monolistra (Microlistra) schottlaenderi
Monolistra (Microlistra) schottlaenderi is een pissebed uit de familie Sphaeromatidae. De wetenschappelijke naam van de soort is voor het eerst geldig gepubliceerd in 1930 door Stammer.